# اخترشناسی رصدی
اخترشناسی رصدی بررسی حرکات سیاره‌ها، قمرها و دیگر اجرام منظومهٔ خورشیدی است. نخستین اطلاعات از فضا، به‌وسیلهٔ دانش اخترشناسی رصدی به دست ما رسیده‌است. یکی از مهم‌ترین گام‌های اثباث خورشیدمرکزی هلال‌های زهره بود که گالیلئو گالیله آن را با تلسکوپ مشاهده کرد؛ این را مدیون اخترشناسی رصدی هستیم. مطالعهٔ این حرکات با چشم غیرمسلح نیز ممکن است و کپلر قوانین سه‌گانهٔ خود را از این راه به دست آورده‌است.
برای آغاز مشاهدات تنها به آسمانی صاف و دو چشم سالم نیاز است و در مراحل بعدی و با آشنایی بیشتر با صورت‌های فلکی می‌توان از دوربین‌های دوچشمی کوچک جهت تعقیب حرکت سیاره‌های کم‌نور و برخی دنباله‌دارها و سیارک‌ها استفاده کرد.
محاسبات ساده‌ای مانند تعیین جرم زمین، قطر زمین، فاصلهٔ ماه و خورشید، فاصلهٔ سیارات از خورشید، تخمین زمان خورشیدگرفتگی و ماه‌گرفتگی از همین مشاهدات ساده ممکن است.